# 河鼓增六
天鷹座φ，又名BD+11 4055，HD 188728、SAO 105438、HR 7610，是天鷹座的一颗恒星，视星等为5.28，位于銀經50.66，銀緯-8.8，其B1900.0坐标为赤經19h 51m 30.1s，赤緯+11° -8.8′ 29″。